# Platygyra acuta
Espèce
Statut CITES
Platygyra acuta est une espèce de coraux appartenant à la famille des Merulinidae ou la famille Faviidae.